# Icteranthidium nitens
Icteranthidium nitens là một loài Hymenoptera trong họ Megachilidae. Loài này được Morawitz mô tả khoa học năm 1896.